# 東京マラソン2009
東京マラソン2009（とうきょうマラソン2009、Tokyo Marathon 2009）は、2009年3月22日に東京都内の日本陸上競技連盟公認コース（一部カテゴリのみ）で行われた、通算3回目となる東京マラソンである。

## 概要
- 前回2大会は、2月にレースが行われていたが、気候条件などを考慮し、3月の開催となった。
- 競技者分類と参加資格が一部見直され、マラソンは定員が5,000人増やされた一方で年齢の下限が引き上げられた。
- ランナーの申込者数は前回比68%増となる26万1,891人であった[1]。定員は5,000人増えたが、当選倍率は7.5倍に上がった。
- 本大会の人出は、195万人（沿道人数136万人、東京大マラソン祭観客数59万人）だった[2]。
- 日程的にびわ湖毎日マラソンが先に行われる形となるため、男子フルマラソンの部は、世界陸上ベルリン大会の代表選考最終レースとなる。ベルリン世界陸上のマラソン日本代表はこの翌日に決定される。
- 本大会では、男女の1着には賞金800万円と副賞（200万円相当）が、2位～10位にも200万円から40万円の賞金が授与される。国内のマラソンレースで賞金制度が導入されるのは初めて。
- 2016年東京オリンピック招致のキャンペーンを兼ねていた時期だったため、コースのシンボルカラーも五輪の色が付けられた（青→黄→黒→緑→赤）[3]。

## 参加資格
今回から分類が一部見直された。

### フルマラソン
- 一般：大会当日満19歳以上で、6時間40分以内に完走できる男女（最大3万人）。
- エリート（男子のみ世界陸上選手権代表選考会を兼ねる）：
  - 日本陸上競技連盟登記・登録競技者で、申込期日までに日本陸上競技連盟の公認競技会で一定の記録を出した男女競技者
  - 日本陸上競技連盟が推薦する男女競技者
- 車いす：公式サイト（外部リンク）参照

### 10km走
10km走のコースは陸連に公認されていないため、公式記録扱いとならない。
- 一般：大会当日満16歳以上で、1時間30分以内に完走できる男女（最大5000人）。
- 障害者：公式サイト参照

### 特別枠
今回も上記とは別に、大会の運営に協力する関係団体に特別に枠が割り当てられている。
マスメディア関係ではフジサンケイグループに一定の枠が用意されており、すでにフジテレビアナウンサーの平井理央が担当している『すぽると!』を通じてフルマラソンに参加した。フジテレビアナウンサーがフルマラソンにチャレンジするのは1995年夏のゴールドコーストマラソンの木佐彩子・武田祐子両アナウンサー以来、実に14年振り3人目。平井アナウンサーが東京マラソンに挑戦する様子は毎週土曜日の「すぽると!」で放送された。

## 大会放送
奇数回のため、フジ・メディア・ホールディングス傘下のフジテレビジョン（テレビ）とニッポン放送（ラジオ）が製作。前回担当時（第1回）は選考会の部のみの放送であったが、今回は前年大会（日本テレビが担当）と同様、関東ローカルと衛星放送限定で制限時間終了までの生放送を行うこととなった。
テレビ（地上波）
- フジテレビ系列「フジテレビ開局50周年記念特別番組 東京メトロスポーツスペシャル 東京マラソン2009」9:00-11:50（選考会の部・生放送）
- フジテレビ（関東ローカル）「フジテレビ開局50周年記念特別番組 東京マラソン2009」12:00-16:25（生放送）
  - スペシャルキャスターに浜田雅功を置くなど、同局のスポーツバラエティ「ジャンクSPORTS」の出演者陣を中心とした放送体制が取られる。
  - 15:30-16:00の間は「みんなのケイバ」放送（阪神大賞典とスプリングステークス実況）のため中断となる。

衛星放送
- フジテレビ739・フジテレビCSHD (CS) 「～スタート&制限時間7時間のゴール全部見せます～ みんなの東京マラソン」9:00-16:30（生放送）
  - 各所に設けられた固定カメラの映像を中心に放送、ランナーへのインタビューも積極的に行った。司会は奥寺健、斉藤舞子両アナウンサーでリポーターは渡辺和洋アナウンサー。
- BSフジ (BS) 「フジテレビ開局50周年記念特別番組 東京メトロスポーツスペシャル 東京マラソン2009」16:00-18:50（選考会の部・地上波中継のディレイ放送）

ラジオ
- ニッポン放送「ニッポン放送スポーツスペシャル 東京マラソン2009実況中継」9:00-12:00（選考会の部・生放送）

## 優勝者
※優勝者の氏名・国籍・所属は当時のものである。また、同時開催された 10km競技はコースが国際陸連の基準を満たしていないため公認記録とはならない
| 部門               | 氏名               | 国籍・所属 | 記録          | 備考 |
| ------------------ | ------------------ | ---------- | ------------- | ---- |
| マラソン男子       | サリム・キプサング | ケニア     | 2時間10分27秒 |      |
| マラソン女子       | 那須川瑞穂         | 日本       | 2時間25分38秒 |      |
| マラソン車いす男子 |                    |            |               |      |
| マラソン車いす女子 |                    |            |               |      |
| 10km一般男子       |                    |            |               |      |
| 10km一般女子       |                    |            |               |      |
| 10km車いす男子     |                    |            |               |      |
| 10km車いす女子     |                    |            |               |      |
| 10km視覚障害男子   |                    |            |               |      |
| 10km視覚障害女子   |                    |            |               |      |
| 10km知的障害者男子 |                    |            |               |      |
| 10km知的障害者女子 |                    |            |               |      |
| 10km移植者男子     |                    |            |               |      |
| 10km移植者女子     |                    |            |               |      |

## 東京マラソンEXPO 2009概要
| 開催日時                      | 会場             |
| ----------------------------- | ---------------- |
| 2009年3月19日-21日 10時～20時 | 東京ビッグサイト |

- 会場への入場は19時30分まで。

## 特筆的な出来事
- 男子の部では初マラソンの前田和浩（九電工）が2時間11分1秒で日本人最高の2位となり、世界陸上の代表に決定した[4]。一方、このレースを引退レースとしていた日本記録保持者の高岡寿成は35km付近で途中棄権となった。
- 女子の部でこの大会をラストレースにすると宣言していた選手のうち、土佐礼子は5km付近で給水時に転倒するアクシデントに見舞われたものの、持ち前の粘りを発揮して3位入賞を果たした。一方弘山晴美は10位に終わった。
- TOKYO MXの情報番組『Tokyo Boy』の企画として参加したタレントの松村邦洋がスタートから14.7km地点で急性心筋梗塞による心室細動を発症して意識不明となり倒れ[5]、病院に搬送されるアクシデントがあった。松村は搬送中に意識が回復し、命に別条はなかった[6]。大会事務局によれば、今大会では松村を含めて2名の参加者が心肺停止状態になり、自動体外式除細動器（AED、日本光電工業製）が使用された[7]。
なお、松村は後年、テレビ番組などで当時の顛末を語っている。
  - 2016年4月4日にテレビ朝日系で放送された『しくじり先生 俺みたいになるな!!スペシャル』では「自分に甘く東京マラソンで心肺が停止しちゃった先生」のテーマで、この件について講義を行った。
  - 2017年2月10日のテレビ東京系『じっくり聞いタロウ〜スター近況（秘）報告〜』にゲスト出演した際も「よくスポーツ選手がね、『死ぬ気でいけ』って言うけど、本当に死ぬ気で行っちゃったのが…。」と反省し「倒れている間に三途の川を渡りかけた」ことを語った（同番組のMCの一人である河本準一（次長課長）も今大会に参加していたため、松村の件について「ちょうどすれ違った時には、泡吹いて真紫な顔で倒れていたんですよ。もう絶対死んだと思いました。」と証言している）[8]。
- 宮根誠司が「フルマラソンで4時間30分以内に走り切れなかったら丸刈りにする」と宣言。結局5時間56分9秒のタイムで完走し、目標達成ならず。翌3月23日放送の『情報ライブ ミヤネ屋』（読売テレビ制作、日本テレビ系）の生放送中に丸刈りを行った。5年後の東京マラソン2014で再び「フルマラソンで4時間30分以内に走り切る」と宣言し、4時間20分1秒のタイムで完走し、リベンジを果たした。
- さいたま市南区在住の65歳の男性が「フルマラソンを52日連続で走る」というギネス記録に挑戦し、52日目のレースとして東京マラソンに参加、3時間55分台で完走して記録を達成した[9]。